# Burnley FC
Burnley Football Club (pronunție în engleză /ˈbɜrnli/) este un club de fotbal din Burnley, Anglia, care evoluează în Premier League. Porecla „Clarets”, dată jucătorilor clubului, se referă la culoarea predominantă a tricoului lor atunci când joacă acasă, culoarea vișinie care a fost combinată cu albastru în sezonul 1910-1911, o referire la clubul Aston Villa care a dominat fotbalul englez de la început.
Burnley are două titluri de campioană a Angliei (1921 și 1960) și o Cupă a Angliei (în 1914), câștigată chiar înainte de Marele Război.

## Istorie
Fondat în 1882, ca secțiune a clubului de rugby Burnley Rovers, Burnley FC a adoptat statutul de profesionist în 1883 și s-a alăturat Ligii când a fost fondată în 1888. La 23 februarie 1924, 54.775 de spectatori au asistat la partida cu Huddersfield Town, acesta fiind recordul de prezență al clubului.
Clubul a avut un parcurs remarcabil în Cupa Campionilor Europeni în sezonul 1960-1961, ajungând în sferturile de finală. După ce a eliminat Stade de Reims în primul tur , Burnley a înfruntat echipa germană Hamburg SV. Pe stadionul Turf Moor, în fața a 50.000 de spectatori, Burnley a câștigat prima manșă cu 3–1. Al treilea gol este marcat în minutul 72  de Robson, Doerfel reducând scorul în minutul 75. Acest gol german se va dovedi decisiv, deoarece Hamburg va câștiga meciul retur cu 4-1 și își va continua parcursul în competiție.
În 2009, Burnley a reușit să promoveze în Premier League. Dar clubul va petrece doar un sezon la cel mai înalt nivel, terminând pe locul 18, cu 5 puncte în spatele primei echipe care nu a retrogradat, West Ham United. În 2014, Burnley a revenit în Premier League, terminând sezonul 2013-14 pe locul doi în Championship. În sezonul 2022-2023, Burnley a câștigat EFL Championship (divizia a doua engleză), revenind în Premier League, unde a rezistat un singur sezon, retrogradând de pe penultimul loc.

## Lotul actual
La 8 august 2025.
| Nr. |                           | Poziție | Jucător             |
| --- | ------------------------- | ------- | ------------------- |
| 1   | Slovacia                  | P       | Martin Dúbravka     |
| 2   | Anglia                    | F       | Kyle Walker         |
| 3   | Țările de Jos             | F       | Quilindschy Hartman |
| 4   | Anglia                    | F       | Joe Worrall         |
| 5   | Franța                    | F       | Maxime Estève       |
| 6   | Republica Democrată Congo | F       | Axel Tuanzebe       |
| 7   | Danemarca                 | A       | Jacob Bruun Larsen  |
| 9   | Africa de Sud             | A       | Lyle Foster         |
| 10  | Anglia                    | A       | Marcus Edwards      |
| 11  | Anglia                    | A       | Jaidon Anthony      |
| 12  | Anglia                    | F       | Bashir Humphreys    |
| 13  | Germania                  | P       | Max Weiß            |
| 14  | Țara Galilor              | F       | Connor Roberts      |
| 17  | Franța                    | A       | Loum Tchaouna       |
| 18  | Suedia                    | F       | Hjalmar Ekdal       |
| 19  | Țările de Jos             | A       | Zian Flemming       |
| 20  | Anglia                    | P       | Etienne Green       |
| 21  | Anglia                    | M       | Aaron Ramsey        |
| 22  | Peru                      | F       | Oliver Sonne        |

| Nr. |                   | Poziție | Jucător               |
| --- | ----------------- | ------- | --------------------- |
| 23  | Brazilia          | F       | Lucas Pires           |
| 24  | Republica Irlanda | M       | Josh Cullen (căpitan) |
| 25  | Elveția           | A       | Zeki Amdouni          |
| 27  | Angola            | A       | Manuel Benson         |
| 28  | Tunisia           | M       | Hannibal Mejbri       |
| 29  | Anglia            | M       | Josh Laurent          |
| 30  | Italia            | A       | Luca Koleosho         |
| 31  | Belgia            | M       | Mike Trésor           |
| 32  | Cehia             | P       | Václav Hladký         |
| 34  | Țările de Jos     | A       | Jaydon Banel          |
| 35  | Anglia            | A       | Ashley Barnes         |
| 36  | Germania          | F       | Jordan Beyer          |
| 43  | Țările de Jos     | F       | Shurandy Sambo        |
| 44  | Belgia            | F       | Hannes Delcroix       |
| 48  | Belgia            | A       | Enock Agyei           |
|     | Franța            | M       | Lesley Ugochukwu      |
|     | Albania           | A       | Armando Broja         |
|     | Macedonia de Nord | A       | Darko Churlinov       |
|     | Republica Irlanda | A       | Michael Obafemi       |

## Palmares

### Campionate
- Football League First Division/Premier League (I-a ligă)
  - Locul I (2): 1921 și 1960.
    - Locul al II-lea (2): 1920 , 1962.

- Football League Second Division / Football League First Division (a II-a ligă)
  - Locul I (4): (record): 1898, 1973, 2016 și 2023
    - Locul al II-lea (1): 1913, 1947 și 2014

  - Câștigători play-off: 2009

- Football League Third Division / Football League Second Division (a-III-a ligă)
  - Locul I (1): 1982
  - Câștigători play-off: 1994

- Division Four  (a-IV-a ligă)
  - Locul I (1): 1992

### Cupe
- FA Cup
  - Câștigătoare (1): 1914
  - Finalistă (2): 1947 și 1962

- Charity Shield
  - Câștigătoare (1): 1973

- Cupa Anglo-Scoțiană
  - Câștigătoare : 1979

- Liga Centrală
  - Câștigătoare (3): 1949, 1962 și 1963